# 吉原太郎
吉原太郎（よしはら たろう、生没年不詳）はアメリカへの日本人移民とされる共産主義者。別名吉原隆、ノギ、本名は吉原源太郎とされる。

## 経歴
生年・生地不詳。1917年の時点で世界産業労働組合(IWW)の首領ビル・ヘイウッドの「オフィスボーイ」として働いていた。
吉原はロシア革命の勃発以来渡欧を計画しており、1919年4月5日に石油船の海員として入露した。
1920年、第2回コミンテルン世界大会に向けて「日本の報告」と題する報告書を提出し、これが『コミンテルン第2回大会への諸報告』に収録された。この報告において吉原は、在米の片山潜を頼って日本人活動家を確保する必要性を訴えている。この時吉原は報告の提出のみでなく大会に参加しているとの説も存在する。吉原は第2回大会に続いて同年9月にバクーで開かれた東方諸民族大会に出席し、議長団の名誉団員に選出された。その後コミンテルン執行委員会（ИККИ）会議に出席し、極東での活動について討議した。
ИККИは吉原を極東諸民族大会の組織委員にすることを決定し、10月1日に執行委員のベラ・クンがシベリア・ビューロー議長のスミルノフに対して大会招集を指示、朴鎮淳、劉紹周とともに吉原を組織委員に指名した。この中でクンは、特に吉原を「良き組織者であり信頼している」と高く評価していた。同11月13日の東方セクション会議では、吉原は朴、李成（이성）、劉、ボドーらとともに、設立予定のコミンテルン極東書記局の民族代表に選出された。吉原はこの会議で初めてシベリアに到着し、「コミンテルン代表」の資格で参加した。その後はイルクーツクにおいて、日本語による印刷の準備、日本の社会主義者との連絡・日本共産党結成の働きかけに従事した。
1921年、田口運蔵とともに第3回コミンテルン世界大会に出席した。この時田口は在米日本人社会主義団の代表の資格で参加したが、吉原は「日本の共産主義グループ代表」の肩書で出席しており、正式の信任状（クレデンシャル）は発行されていなかった。これに関しては、第3回大会の直前に吉原との面会する手はずを整えたとのレーニンのメモ書きが残されており、山内昭人はこの面会の際に2回大会・東方諸民族大会での実績から吉原の代表権が認められたものと推測している。
吉原は7月12日の第23回会議で東洋問題について演説をすることになった。この直前に吉原と田口は日本共産党の綱領・規約などを受け取っており、この席上で吉原は、日本共産党（日本共産党暫定中央執行委員会）の結成を報告した。その後、第3回大会に続いて開催されたプロフィンテルン結成大会にコミンテルンの指令で参加しており、第3回大会直前に開かれた国際共産婦人会第2回大会にも「日本の共産主義団」代表として出席している。
1922年1月、極東諸民族大会がイルクーツクとモスクワで開催された。吉原は近藤栄蔵、高尾平兵衛とともにこの大会への日本代表の人選をし、議長団のメンバーを務めた。同3月からはチタにおいて、吉原・高尾の工作でソビエトロシアに密航させた印刷工らに在露の高瀬清、佐藤三千夫らとともにシベリア出兵の日本軍兵士に撒く反戦ビラの印刷に従事させ、吉原はこれを指導した。

その後日本との連絡のために帰国した吉原太郎は、反戦ビラ配布などの宣伝活動に携わっていた。1922年11月、上海経由でコミンテルン宛の報告書を提出した重田要一の帰国に同行したコミンテルンのエージェントであるグレイが、吉原と山川均に接触、この直後に近藤栄蔵が逮捕され、グレイも拘禁される事件が起きた（グレイ事件）。
近藤栄蔵は自伝『コムミンテルンの密使』『近藤栄蔵自伝』において、吉原がグレイの国外追放直後に上海に渡って、党の代表と称して金をふんだくったきり行方知らずになったと記述している。ただし、1924年に近藤栄蔵自身が書いた報告書によれば、1922年8月の「結成大会」から1923年1月の市川大会の間の時点で、吉原は近藤栄蔵が代表を務める「第七細胞」に所属していた。
荒畑寒村によれば、荒畑が1922年12月にヨッフェの招請により北京に渡った際に吉原は同行している。吉原は黒龍会に出入りしており、この時ヨッフェに黒龍会による樺太買収のあっせんを持ち掛け断られたという。
江口渙は『続わが文学半生記』において、吉原は日本の参謀本部とソビエトの国家政治保安部との二重スパイであり、暁民共産党の検挙、高尾平兵衛の暗殺、大庭柯公の粛清はすべて吉原の仕業であると主張している。また荒畑によれば、荒畑が1937年末に人民戦線事件で拘禁されている際に吉原と留置場で同席し、この時吉原は中山博道に身柄を預けられ釈放されたという。

## 人物像と評価
背は低いが恰幅はよく、いかにも移民社会で鍛えられたような風体だったという。また、美男子であり、顔には大きな刀傷があったという。高瀬清は、吉原のパーソナリティにはでたらめさがあったと回想している。橋浦時雄によれば、冒険主義的な危険な男だったという。山川菊栄は、吉原が「とんだくわせもの」であり、このせいで洋行帰りの人物は前衛社（第一次共産党の事実上の機関誌『前衛』の発行所）内で追々信用されなくなったと回想している。
また、複数の活動家が、吉原は警視庁に出入りをするなどしており、スパイだと思ったと証言している。1922年の時点で、佐野学、吉川守圀、堺利彦、田所輝明、稲村隆一、渡辺満三、橋浦時雄らは吉原太郎の党からの排除を画策していたという。
無政府主義者の竹中労は吉原に関して、「消息不明をよいことにして、糞ミソに罵られている」「この人物が革命を裏切り、同志を敵にわたした、といった証拠は何一つない」と言及している。

## 発言の信ぴょう性への疑問
田口・吉原がコミンテルン第3回大会で報告した1921年中の日本共産党結成の事実は、長らく資料上の裏付けが取れず信ぴょう性が疑問視されていた。山辺健太郎は「日本共産党ができているようなうその報告」「でたらめも甚だしい」と田口・吉原を山師扱いした。ただし、ジノヴィエフやИККИがこの時日本共産党の結成を承知していたらしいことは、1980年代にはすでに発覚していた。1990年代になって村田陽一、岩村登志夫らによってこの時の綱領・規約がコミンテルン極東書記局機関紙に掲載されていたことが確認され、報告の信ぴょう性が証明された。